# Biosystemtechnik
Die Biosystemtechnik (englisch: Biosystems engineering) beschäftigt sich unter anderem mit der Kombination von Molekülen biologischer Herkunft (z. B.: Proteine, Nukleinsäuren, Antikörper) mit technischen Oberflächen (Biohybridtechnik). 
Sie untersucht daher auch deren Wechselwirkungen und entwickelt unter Einsatz der Mikrosystemtechnik miniaturisierte biotechnische Bauteile: Biosensorenarrays, Microarrays, Biochips.
Sie finden gegenwärtig vor allem Anwendung in der medizinischen und pharmakologischen Forschung, in der medizinischen Diagnostik und in der Lebensmittel- und Umweltanalytik.
Die Biosystemtechnik ist ein junges, stark anwendungsbezogenes Arbeitsgebiet und integriert Aspekte der Physik, Mikrotechnik, Elektronik, Materialtechnik, Biochemie, Molekular- und Zellbiologie.
Elemente der Biosystemtechnik weisen meistens auf Grund der Miniaturisierung eine hohe Informationsdichte auf (s. Microarrays), daher hat der Einsatz der Informatik/Bioinformatik zur Auswertung der gewonnenen Daten eine hohe Bedeutung (Mustererkennung, maschinelles Lernen, Microarrayanalyse, Datenbanken). Sie unterscheiden sich darin vor allem von klassischen analytischen Methoden wie Enzymtests, Immunassays oder den frühen Biosensoren (Bsp.: Glucosesensor).
Die Technische Fachhochschule Wildau hat 2001 als erste Hochschule weltweit den Studiengang Biosystemtechnik/Bioinformatik als konsekutiven Bachelor- und Masterstudiengang mit Mitteln des Bundesforschungsministeriums (BMBF) eingerichtet und 2006 erfolgreich international akkreditiert.
Der Studiengang Biosystemtechnik an der Otto-von-Guericke-Universität wurde 2004 als Diplomstudiengang etabliert. Seit 2007 werden die Studenten im konsekutiven Bachelor- und Masterstudiengang ausgebildet, der 2012 akkreditiert wurde. Inhaltlich setzt er auf einen ingenieurwissenschaftlichen Fokus in der Systembiologie und befähigt die Absolventen zur grundlagen-orientierten Erforschung und technologischen Nutzung biologischer Systeme. Neben modernsten molekularbiologischen Methoden werden system- und ingenieurswissenschaftliche Verfahren zur Analyse komplexer Phänomene wie der Regulation von Stoffwechselwegen oder der Funktionsweise von Signaltransduktionsvorgängen eingesetzt. Die gewonnenen Erkenntnisse eröffnen sowohl neue Möglichkeiten bei der Grundlagenforschung in Medizin und Naturwissenschaften als auch beim Transfer in biotechnologische Prozesse und Herstellungsverfahren.